# 山口薫 (教育学者)
山口 薫（やまぐち かおる、男性、1924年10月31日 - ）は、日本の特殊教育学者。

## 略歴
1950年東京帝国大学文学部心理学科卒業、55年東京大学大学院修了。1950年東京都立青鳥中学校（現・東京都立青鳥特別支援学校）教諭、1953年文部省初等中等教育局特殊教育課専門官、1960東京学芸大学助教授、68年教授、90年定年退官、名誉教授、帝京短期大学教授、明治学院大学教授、2004年星槎大学教授・学長、特任教授。
日本特殊教育学会理事長、日本行動分析学会会長、全日本特殊教育研究連盟（現・全日本特別支援教育研究連盟）理事長を務める。日本共生科学会会長、NPO法人日本ポーテージ協会会長、国際ポーテージ協会副会長、中国遼寧師範大学客員教授を務めた。

## 著書
- 『教育学大全集 35 障害児教育論』 第一法規出版 1982
- 『知恵おくれの幼児の教育』 教育出版 1982
- 『特別支援教育の展開 インクルージョン(共生)を目指す長い旅路』文教資料協会 2008
- 『発達の気がかりな子どもの上手なほめ方しかり方 応用行動分析学で学ぶ子育てのコツ』学研教育出版 2010

### 共編著
- 『精神薄弱児の教育 第2版』三木安正,上出弘之共著 東京大学出版会 1975
- 『精神薄弱教育学級経営事典』松原隆三ほか共編集 第一法規出版 1977
- 『知恵おくれの幼児の教育』編 教育出版 心身障害教育シリーズ 1977
- 『精神薄弱教育における教育課程編成のために 学習指導要領Q&A』松原隆三・小出進・宮崎直男・梅沢雄一共著 学習研究社 1981
- 『学級担任のための心身障害児の理解と指導』宮崎直男共編 教育出版 1983
- 『ことばの獲得 言語行動の基礎と臨床』佐藤方哉共責任編集 川島書店 1983
- 『精神薄弱児の指導事例集』全10巻　編 明治図書出版 1983-84
- 『精神遅滞児の病理・心理・教育』上出弘之共著 東京大学出版会 1988
- 『講座発達障害 第2巻 行動』富安芳和共責任編集　日本文化科学社 1989
- 『精神薄弱教育の教育課程Q&A 学習指導要領準拠版』宮崎直男共著 学習研究社 1992
- 『特殊教育の展望 21世紀に向けて』金子健共著 日本文化科学社 1993
- 『学習障害・学習困難への教育的対応 日本の学校教育改革を目指して』編著 文教資料協会 2000
- 『Q&Aと事例で読む親と教師のためのLD相談室』編著 中央法規出版 2003
- 『特別支援教育の展望』第3版 金子健共著 日本文化科学社 2004
- 『学習障害・学習困難の判定と支援教育』西永堅共編 文教資料協会 2010

### 翻訳
- マーテンス『精神薄弱児のカリキュラム』杉田裕共訳 日本文化科学社 特殊教育双書 1960
- A.R.ルリヤ編『精神薄弱児 その高次神経活動の特質』小林茂、斎藤義夫、松野豊共訳 三一書房 1962
- ペブズネル, ルボウスキー『精神薄弱児の発達過程』内藤耕次郎,木村正一共訳 三一書房 1968
- S.W.ビジュー,D.M.ベアー『子どもの発達におけるオペラント行動』東正共訳 日本文化科学社 日文選書 1972
- ジェー・イ・シッフ『精神遅滞児の言語と思考』佐藤芳男共訳 教育出版 1981
- S.ブルーマほか『カード式ポーテージ乳幼児教育プログラム 0～6歳・発達チェックと指導ガイド』監訳 豊田和子訳　主婦の友社 1983
- シドニー・W.ビジュー, エミリオ・リベス編『行動分析学からの発達アプローチ』清水直治共監訳 二瓶社 2001
- ピーター・ミットラー『インクルージョン教育への道』東京大学出版会 2002
- シドニー・W.ビジュー『子どもの発達の行動分析』園山繁樹,根ヶ山俊介共訳 二瓶社 2003

## 論文
- 「数の発達について-序数概念と基数概念」 『児童心理と精神衛生』 第1巻 6号 1951
- 村上英治と共著 「ロールシャッハテストについて」 『児童心理と精神衛生』 第3巻 3号 1952
- 「精神薄弱児全国実態調査について」 『教育統計』 1954
- 「学業不振の原因 1, 知能」 『現代教育心理学大系 7. 学習の診断と治療』 中山書店 1957
- 加藤茂男と共著 「精神薄弱児の類型-高次神経活動学説を基礎として」 『精神薄弱児研究』 第46号 1962
- 「精神薄弱児の類型について (その1)」 『児童精神医学とその近接領域』 第5巻 3号 1964
- 「オペラント原理とその精神薄弱児への適用」 『東京学芸大学特殊教育研究施設・研究紀要』 第1号 1967
- 「プログラム学習と生活単元」 『精神薄弱児研究』 第133号 1962
- 「精神薄弱教育論 (1)(2)」 『児童心理』第24巻 5号 - 6号 1970
- 「オペラント法による精神薄弱児その他の異常児の指導」 『日本精神薄弱協会誌』 第4巻 1号 1969
- 「operant principles の精神薄弱児への適用に関する一考察」 高木貞二編 『現代心理学の課題』 東京大学出版会 1971
- 「スキナー派の発達理論-発達への自然科学的アプローチ」 『教育心理学研究』 第22巻 1号 1974
- "Application of operant principles to the hyperactive behavior of a retarded girl", New Development in Behavioral Research, Lawrence Erlbaum Association Publishers, 1977
- 「いわゆる精神薄弱児の心理学的発達について」第20回日本教育心理学会総会 「歴史と展望」刊行委員会編 『教育心理学シンポジウム-歴史と展望 1959 - 1978』 川島書店 1980
- 「これからの特殊教育」 『発達障害研究』 第1巻 2号 1980
- 「発達障害と教育環境」 『発達障害研究』 第4巻 4号 1983
- 「乳幼児期における教育的対応とその成果」 『発達障害研究』 第8巻 3号 1986
- 「知的発達遅滞」 村上英治ほか編 『臨床心理学大系 12. 発達障害の心理臨床』 金子書房 1990